# Markus Kauth

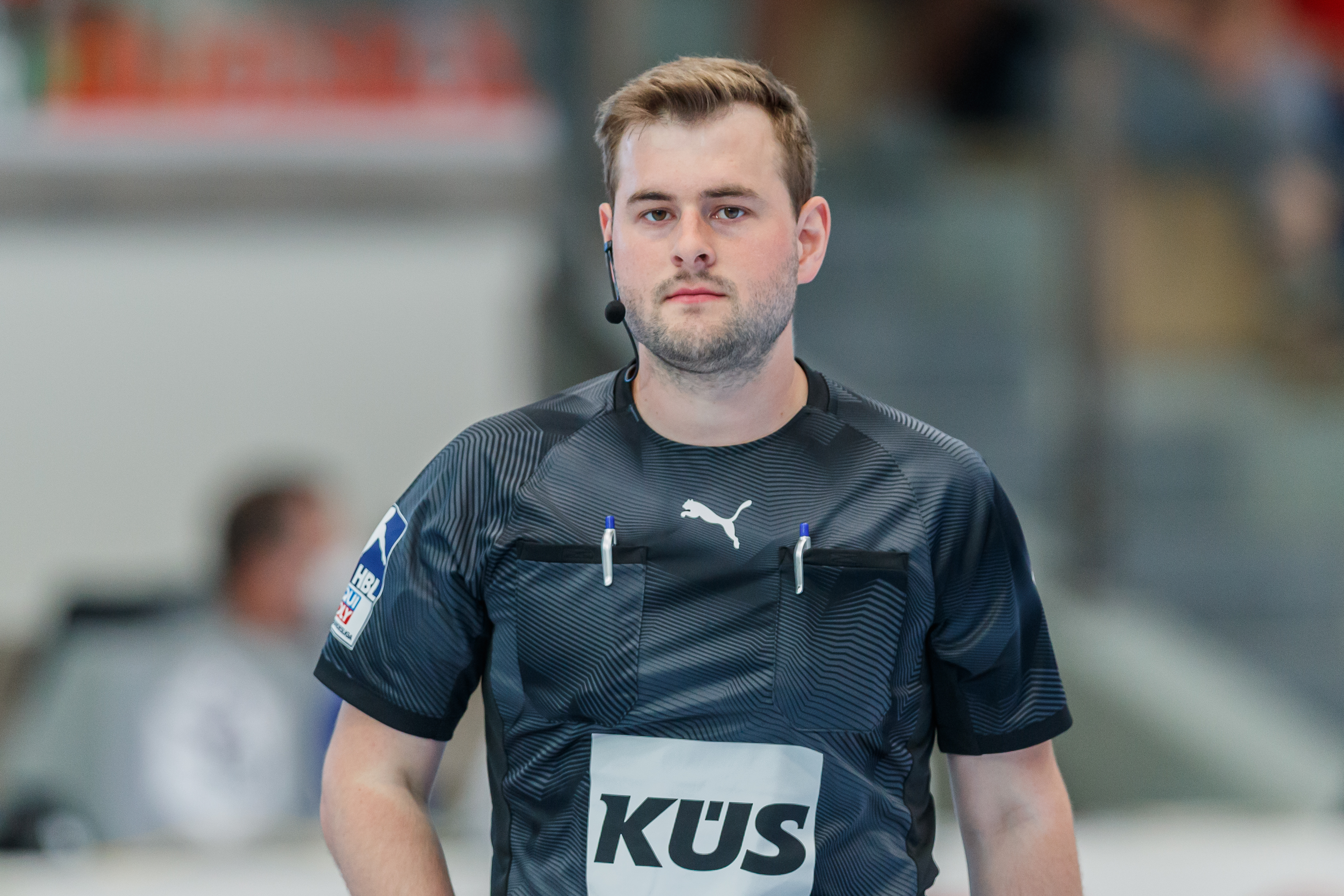
Markus Kauth (2021)

Markus Kauth (* 1995) ist ein deutscher Handballschiedsrichter aus Taufkirchen. Er gehört zum Elitekader des DHB und ist seit 2010 Schiedsrichter.

## Karriere
Kauth wurde 2010 Schiedsrichter. Er bildet zusammen mit Andre Kolb ein Schiedsrichtergespann, mit dem er seit 2014 zusammen pfeift. Zur Saison 2016/17 wurde das Duo in den DHB-Perspektivkader berufen. Ein Jahr später gehörten sie zum DHB-Nachwuchskader. In der Saison 2020/21 nahm das Gespann am EHF Young Referee Project teil. Zur Saison 2024/25 stieg das Duo in den Elitekader des DHBs auf. Ihr erstes Bundesligaspiel der Herren durfte das Gespann im September 2021 zwischen dem Bergischen HC und TVB Stuttgart leiten.
Das Gespann kommt auf über 200 Einsätze auf Ebene des DHBs.

## Privates
Kauths Stammverein ist SC Unterpfaffenhofen/Germering. Kauth ist Wirtschaftsingenieur und Einkäufer bei BMW.